# Città di West Torrens
La città di West Torrens è una Local Government Area che si trova in Australia Meridionale. Essa si estende su una superficie di 37,07 chilometri quadrati e ha una popolazione di 55.620 abitanti. La sede del consiglio si trova a Hilton.